# Unzela
Unzela là một chi bướm đêm thuộc họ Sphingidae.

## Hình ảnh

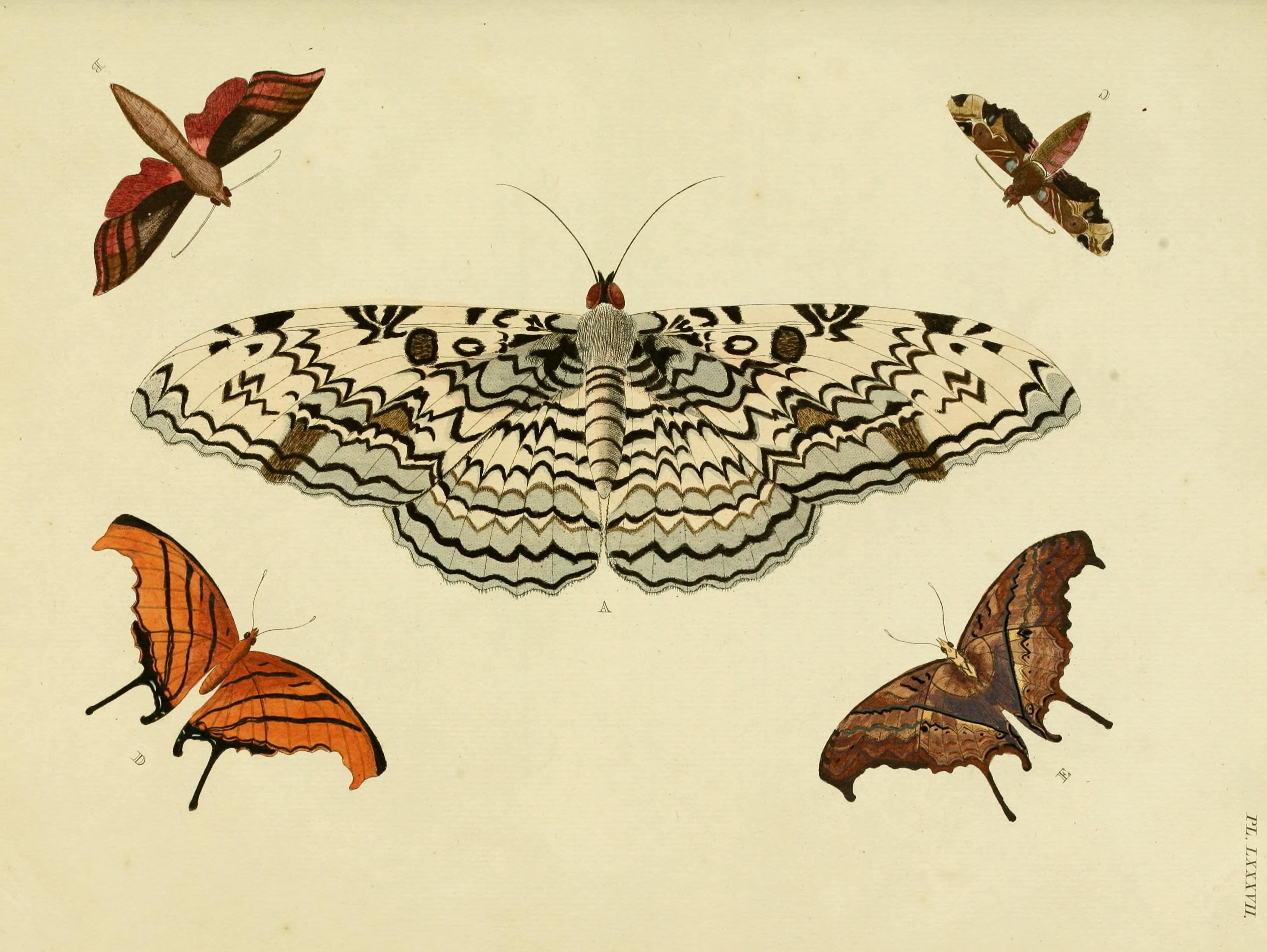

## Các loài
- Unzela japix - (Cramer 1776)
- Unzela pronoe - Druce 1894

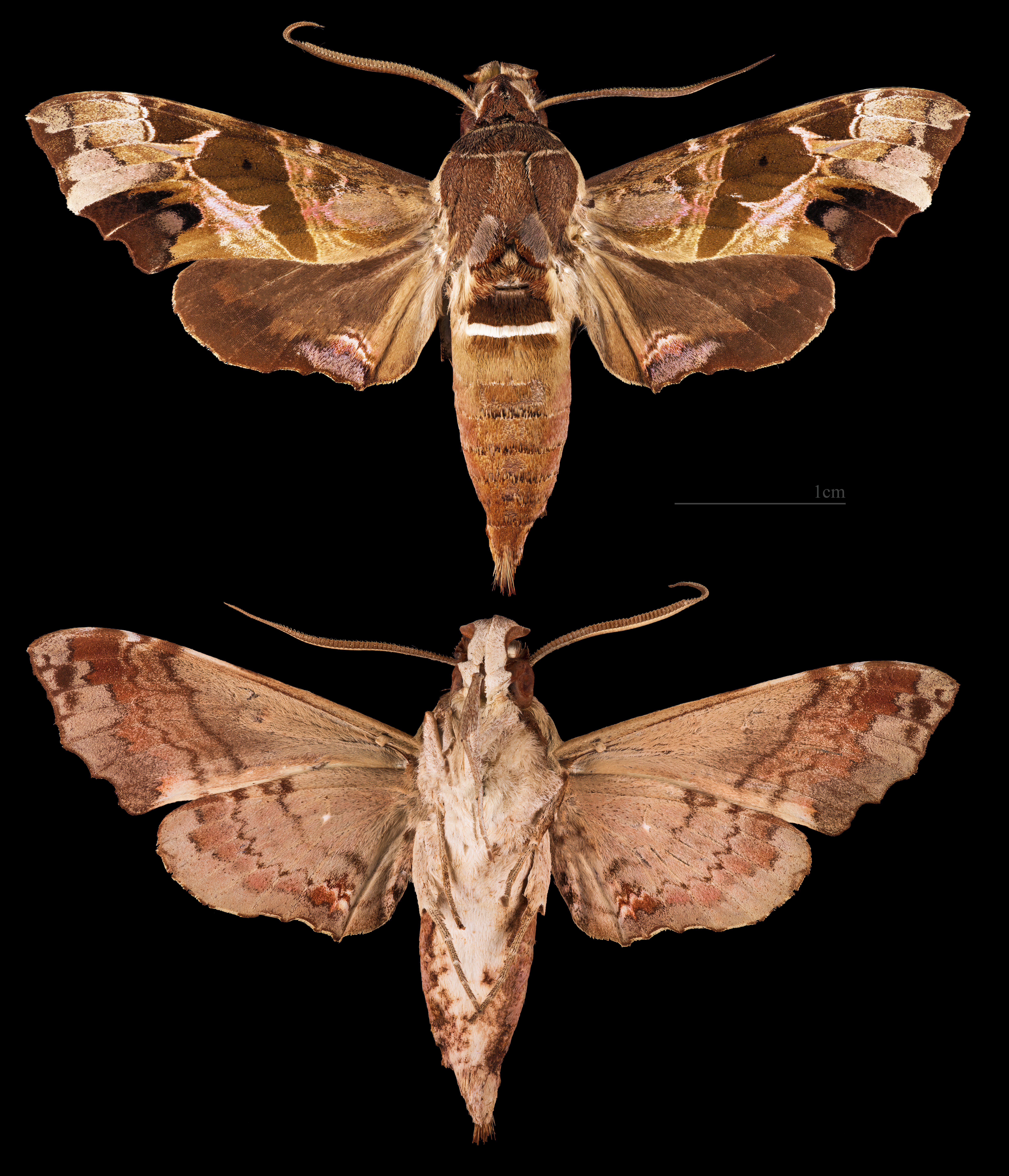
Unzela japix
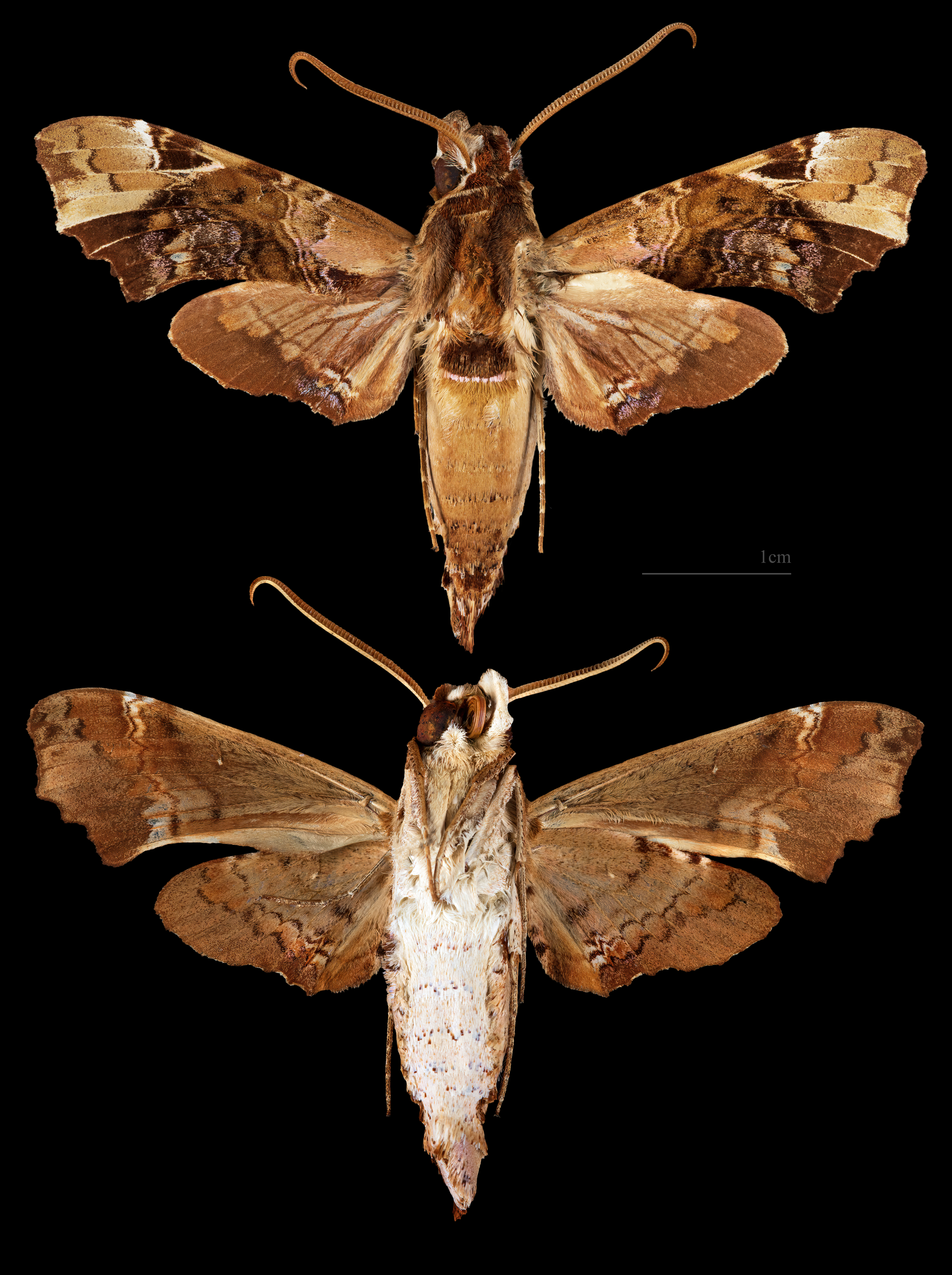
Unzela pronoe